# Маяк (Брянская область)
Маяк — посёлок в Жирятинском районе Брянской области, в составе Воробейнского сельского поселения. 
 Расположен в 7 км к востоку от села Воробейня. Постоянное население с 2007 года отсутствует.

## История
Основан в 1920-х гг.; до 1965 года входил в Кульневский сельсовет.
| Годы      | 1979 | 1989 | 2002 | 2010 |
| --------- | ---- | ---- | ---- | ---- |
| Население | 22   | 4    | 4    | 0    |